# Lance Mountain
Robert Lance Mountain é um skatista norte-americano, natural de Pasadena, Califórnia nasceu em 13 de junho de 1964. É um cristão. Ele é casado com Yvette Loveless e tem um filho, Ronald Cyril Lance Mountain.

## Biografia
Ele foi patrocinado pela Variflex em 1981 antes de ingressar para Powell Peralta, um ano depois, onde formou uma forte amizade com Stacy Peralta, líder da equipe e diretor da série de vídeos Bones Brigade.

## Videografia no Skate
Apresentou a abertura dos videos 411VM (411 Skate Vídeo Magazine), após a venda da marca ele saiu para montar sua empresa The Firm.

## Games
É um dos skatistas profissionais destacados no Tony Hawk's Proving Ground, também marca sua primeira aparição no game Tony Hawk's.

## Artes
Em Julho de 2023 Mountain participou como pintor na mostra Surf Skate Roots Rock em Los Angeles.